# تاثیرات انسانی تحریم‌های آمریکا علیه ایران
تحریم‌های آمریکا علیه ایران تأثیرات منفی بشردوستانه بر جامعه ایران داشته است. به دلیل ماهیت گسترده تحریم‌ها، حق ایرانیان بر سلامت، آموزش و سایر جنبه‌های حقوق بشر به طور نامطلوبی تحت تأثیر قرار گرفته است. تحریم‌های ثانویه ایالات متحده منجر به "رعایت بیش از حد" برخی شرکت‌ها شده است. تحریم‌ها علاوه بر دسترسی به داروها، بر زندگی مردم نیز تأثیر گذاشته است. طبق گزارش‌ها، تعداد افرادی که در نتیجه تحریم‌ها جان خود را از دست داده‌اند، بیشتر از تعداد افرادی است که در اثر جنگ ایالات متحده و عراق در ایران جان خود را از دست داده‌اند.
کودکان مبتلا به اپیدرمولیز بولوزا، که به عنوان کودکان پروانه‌ای نیز شناخته می‌شوند، هموفیلی و افراد مبتلا به بیماری HIV از جمله گروه‌های آسیب‌پذیر آسیب‌دیده هستند. تحریم‌های ایالات متحده همچنین مانع توانایی ایران در مبارزه با شیوع بیماری همه‌گیر کووید-۱۹ شده است.

## تحریم‌های ایالات متحده علیه ایران
از سال ۱۹۷۹، ایالات متحده تحریم‌های مختلفی را در زمینه‌های اقتصادی، تجاری، علمی و نظامی علیه ایران اعمال کرده است. تحریم‌های ایالات متحده علیه ایران شامل ممنوعیت معامله با این کشور توسط ایالات متحده و ممنوعیت فروش هواپیما و قطعات تعمیر به شرکت‌های هواپیمایی ایرانی است.

## جنبه‌های بشردوستانه
تحریم‌های ایالات متحده علیه ایران با تأثیرات منفی بشردوستانه همراه است. طبق قوانین بین‌المللی، ایالات متحده باید تأثیر تحریم‌ها خود را بر حقوق ایرانیان ارزیابی کند و هرگونه نقض ناشی از تحریم‌ها را برطرف کند. به دلیل شبکه گسترده تحریم‌های ایالات متحده، بانک‌ها و شرکت‌ها از تجارت بشردوستانه با ایران خارج شده‌اند و ایرانیان مبتلا به بیماری‌های نادر یا شدید قادر به تهیه دارو و درمان‌های مورد نیاز خود نیستند.
به گفته آلنا دوهان، گزارشگر ویژه سازمان ملل در مورد اقدامات قهری یکجانبه، گروه‌هایی از جمله «[افراد مبتلا به] بیماری‌های شدید، افراد معلول، پناهندگان افغان، خانواده‌های تحت سرپرستی زنان و کودکان» تحت تأثیر منفی این اقدامات قرار گرفته‌اند. او افزود که «تحریم‌ها به طور قابل توجهی وضعیت بشردوستانه در ایران را تشدید کرده‌اند.»

## جنبه‌های پزشکی و دارویی
داروها و تجهیزات پزشکی تحت تحریم‌های بین‌المللی قرار نمی‌گیرند، اما ایران با کمبود دارو برای درمان ۳۰ بیماری - از جمله سرطان، مشکلات قلبی و تنفسی، تالاسمی و مولتیپل اسکلروزیس (MS) - مواجه است، زیرا مجاز به استفاده از سیستم‌های پرداخت بین‌المللی نیست. طبق نظرسنجی مرکز بین‌المللی دانشوران وودرو ویلسون، واردات دارو به ایران از ایالات متحده و اروپا در سال ۲۰۱۲ حدود ۳۰ درصد کاهش یافته است.
در سال ۲۰۱۳، گاردین اعلام کرد که بیش از ۸۵۰۰۰ بیمار سرطانی به اشکال نادر شیمی‌درمانی و رادیوتراپی نیاز دارند. دولت‌های غربی معافیت‌هایی را در رژیم تحریم‌ها ایجاد کرده بودند تا اطمینان حاصل شود که داروهای حیاتی می‌توانند از طریق آنها وارد شوند، اما این معافیت‌ها با محدودیت‌های بانکی فراگیر و محدودیت‌های مربوط به مواد شیمیایی "دو منظوره" که ممکن است هم کاربرد پزشکی و هم کاربرد نظامی داشته باشند، در تضاد بودند.

### کودکان پروانه‌ای

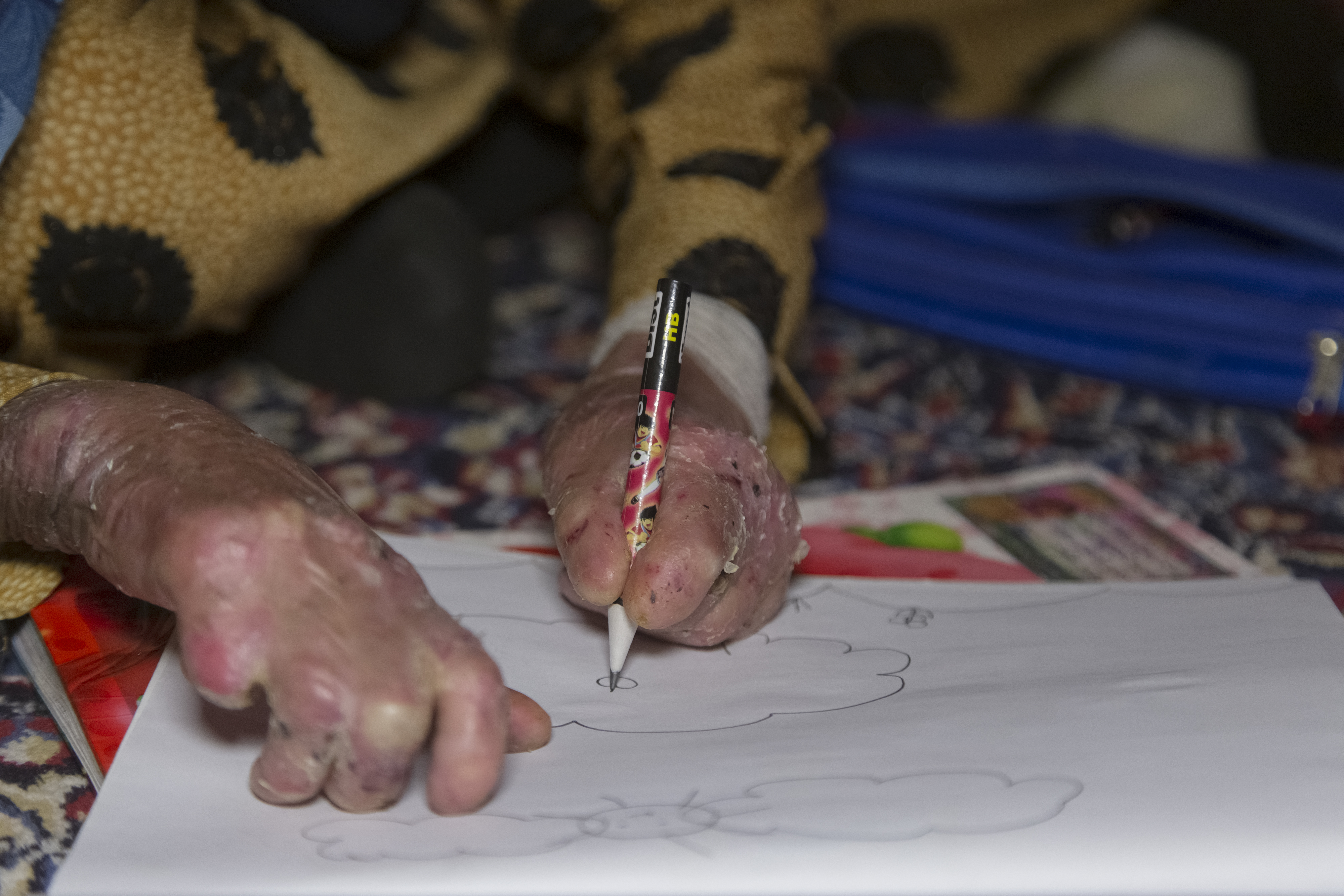
کودکی مبتلا به EB، از جنوب استان کرمان، ایران.

اپیدرمولیز بولوزا (EB) یک بیماری پوستی شدید و بالقوه کشنده است که باعث زخم‌های بسیار دردناکی می‌شود و بیشتر در کودکانی دیده می‌شود که به دلیل پوست ظریفشان به "کودکان پروانه‌ای" معروف هستند. زخم‌های پوستی مبتلایان به EB آنقدر دردناک می‌شود که بیماران اغلب پوست خود را با سوختگی‌های درجه سه مقایسه می‌کنند. یک بیمار EB ایرانی در گفتگو با الجزیره درد را با "ریختن قطره قطره آب جوش روی پوست" مقایسه کرد. با وجود این، مراقبت‌های بهداشتی مولنلیکه، یک شرکت سوئدی که پانسمان فوم جاذب «Mepilex» تولید می‌کند، باندهایی که گفته می‌شود موثرترین درمان برای این بیماری هستند، به دلیل نگرانی از تحریم‌های ثانویه ناشی از رعایت بیش از حد، تصمیم گرفته است که ارسال محموله‌ها به ایران را متوقف کند. مرکز حقوق کیفری بین‌المللی ایران (ICICL)، مستقر در لاهه، در سال ۲۰۲۱ اعلام کرد که تقریباً ۳۰ بیمار ایرانی مبتلا به EB - که اکثراً کودک بودند - از زمانی که Mölnlycke فروش پانسمان خود را به ایران متوقف کرده است، جان خود را از دست داده‌اند. در پاسخ به استعلام EB Home، یک سازمان مردم‌نهاد ایرانی که به بیماران EB ایرانی در تهیه پانسمان سوئدی کمک کرده است، شرکت Molnlycke در مارس ۲۰۱۹ اعلام کرد که به دلیل تحریم‌های ایالات متحده "تصمیم گرفته است که فعلاً هیچ گونه تجارتی در رابطه با ایران انجام ندهد".
در ۱۹ دسامبر ۲۰۱۹، سفیر ایران در سازمان ملل، مجید تخت روانچی، در شورای امنیت سازمان ملل سخنرانی کرد و در سخنان خود از دختر بچه دو ساله ای به نام «آوا» که به دلیل بیماری پروانه ای (EB) درگذشت، یاد کرد:
"امروزه، واردات این بانداژهای مخصوص برای بیماران پروانه ای (EB) تقریباً غیرممکن شده است و جان کودکان بی گناهی مانند «آوا» را به خطر می اندازد. اکنون پروانه ها درد تحریم های غیرانسانی ایالات متحده را با قلب و روح خود احساس می کنند. در ژوئن امسال، آوا برای همیشه از درد رهایی یافت و درگذشت. داستان او تنها نوک کوه یخ را نشان می دهد، زیرا کودکان و بزرگسالان مبتلا به سرطان و بیماری های نادر در سکوت با مرگ دست و پنجه نرم می کنند. کشتن کودکان و بیماران شجاعت نمی خواهد!"

### هموفیلی
تقریباً ۴۰۰۰۰ هموفیلی قادر به تهیه داروهای لخته کننده خون نبودند و عمل‌های جراحی روی بیماران هموفیلی به دلیل خطرات ناشی از کمبود داروها عملاً به تعویق افتاد. یک پسر نوجوان هموفیلی در اثر بیماری خود در نتیجه کمبود دارو ناشی از تحریم‌ها درگذشت.

### اچ‌آی‌وی/ ایدز
تخمین زده می‌شود ۷۳۰۰۰ ایرانی مبتلا به ایدز دسترسی بسیار محدودی به داروهای مورد نیاز برای سالم ماندن دارند. قطع درمان HIV به دلیل کمبود داروهای ضد رتروویروسی می‌تواند باعث جهش ویروس HIV شود و در نتیجه گونه‌های مقاوم ویروس HIV ایجاد شود و درمان آن را دشوارتر کند. داروهای HIV با سرکوب ویروس HIV برای مدیریت عفونت HIV بسیار مهم هستند. داروهای HIV همچنین می‌توانند تعداد ویروس‌ها را غیرقابل تشخیص نگه دارند و تکثیر و انتقال ویروس به دیگران از طریق تماس جنسی، انتقال خون، سوزن یا شیردهی را غیرممکن کنند. این امر برای جلوگیری از انتقال HIV و کاهش شیوع این بیماری همه‌گیر در سطح جهان بسیار مهم است (غیرقابل تشخیص = غیرقابل انتقال).

### اختلالات خونی
سازمانی که نماینده ۸۰۰۰ ایرانی مبتلا به تالاسمی، یک اختلال خونی ارثی است، گزارش داد که اعضای آن به دلیل کمبود داروی ضروری دفروکسامین که برای تنظیم محتوای آهن خون مورد نیاز است، در حال مرگ هستند.
علاوه بر این، ایران قادر به خرید تجهیزات پزشکی مانند اتوکلاو که برای تولید داروهای متعدد مورد نیاز است، نبود، زیرا برخی از بزرگترین شرکت‌های داروسازی غربی از تجارت با این کشور خودداری کردند.
داروهای تخصصی مانند داروی رقیق‌کننده خون ریواروکسابان که با نام تجاری زارلتو فروخته می‌شود، به دلیل تحریم‌های ایالات متحده، یافتن و تهیه آنها در ایران بسیار دشوار شده است. داروهای رقیق‌کننده خون مانند زارلتو برای کمک به جلوگیری از لخته شدن خون برای بیماران پرخطر استفاده می‌شوند.

### در طول همه‌گیری کووید-۱۹
در طول دنیاگیری کووید-۱۹، چین، بریتانیا، گروه ۷۷ و کارشناسان از ایالات متحده خواستند که تحریم‌های ایران را کاهش دهد تا به این کشور در مبارزه با شیوع فزاینده ویروس کرونا کمک کند. مارک وایزبروت، مدیر مشترک مرکز تحقیقات اقتصادی و سیاسی (CEPR)، گفت: «شکی نیست که ظرفیت ایران برای واکنش به ویروس کرونای جدید به دلیل تحریم‌های اقتصادی دولت ترامپ مختل شده است و احتمالاً آمار مرگ و میر بسیار بیشتر از آن چیزی است که در نتیجه آن می‌توانست باشد.» وی افزود که شکی نیست که تحریم‌ها مانع توانایی ایران در مهار شیوع بیماری شده و منجر به بیماری‌های بیشتر و احتمالاً شیوع ویروس در خارج از مرزهای کشور شده است.
مدیریت بحران کووید-۱۹ در ایران در نتیجه پیامدهای تحریم‌ها پیچیده‌تر شده است. دیده‌بان حقوق بشر در تاریخ ۶ آوریل ۲۰۲۰ بیانیه‌ای صادر کرد و از ایالات متحده خواست تا تحریم‌ها علیه ایران را کاهش دهد تا ایران بتواند «در طول همه‌گیری ویروس کرونا به منابع حیاتی بشردوستانه دسترسی داشته باشد.»
بلومبرگ در اکتبر ۲۰۲۰ گزارش داد که تحریم‌های ایالات متحده ارسال ۲ میلیون دوز واکسن آنفولانزا را مسدود کرده است. جمعیت هلال احمر ایران گزارش داد که تحریم‌های شدید اقتصادی، بانک شهر محلی را ورشکسته کرده و در نتیجه ارسال محموله حیاتی را متوقف کرده است.